# End of Silence
Albums de Red
Innocence & Instinct
(2009)
Singles
1. Breathe Into Me
Sortie : 6 juin 2006
2. Let Go
Sortie : aout 2007
3. Already over
Sortie : février 2008

End of Silence est le premier album du groupe de Rock chrétien Red. Publié sous le label de Sony et produit par Rob Graves. Malgré le relatif succès sur les radios rocks des singles Breathe into me et Already over, End of Silence a été un échec commercial pour le groupe, l'album n'étant resté qu'une semaine sur le Billboard 200 à la 194e place.
L'album a néanmoins été un succès dans les milieux gospels. L'album a ainsi été nommé aux Grammy Awards de 2007 comme meilleur album gospel. 
Selon le guitariste Jasen Rauch, les paroles sont très religieuses, et explique que même quand il n'y a plus d'espoir, il reste la foi.

## Liste des pistes
| 1.    | Intro               | 0:58 |
| 2.    | Breathe Into Me     | 3:34 |
| 3.    | Let Go              | 5:15 |
| 4.    | Already Over        | 4:24 |
| 5.    | Lost                | 5:15 |
| 6.    | Pieces              | 5:58 |
| 7.    | Break Me Down       | 4:14 |
| 8.    | Wasting Time        | 3:21 |
| 9.    | Gave It All Away    | 3:13 |
| 10.   | Hide                | 5:24 |
| 11.   | Already Over, Pt. 2 | 5:12 |
| 46:52 |                     |      |

## Crédits
- Michael Barnes - Chant
- Jasen Rauch - Guitare rythmique, chœurs
- Anthony Armstrong - Guitare solo, chœurs
- Randy Armstrong - Basse, chœurs
- Hayden Lamb - Batterie